# 1999年札幌市長選挙
1999年札幌市長選挙（1999ねんさっぽろしちょうせんきょ）は、北海道の道庁所在地で政令指定都市でもある札幌市における執行機関の一つである札幌市長を選出するために行われた選挙で、第14回統一地方選挙前半戦の投票日である1999年4月11日に投票が行われた。

## 概要
札幌市長の任期が満了したことに伴って実施された。札幌市長選挙では1983年の選挙以来、事実上、自由民主党（以下、自民党）と日本社会党（以下、社会党）などの与野党相乗り候補と日本共産党（以下、共産党）系候補による一騎討ちの構図が続いてきたが、本選挙では、民主党の前参議院議員である中尾則幸が出馬したことで、1991年選挙以来8年ぶりに三つ巴の選挙戦となった。当時、民主党幹事長代理であった鳩山由紀夫は党が推薦していた桂では無く、中尾を個人的立場で応援した。そのため、地元党組織からは「党の結束を乱す行為」として批判の声も上がった。

## 基礎データ
- 選挙事由：任期満了
- 告示日：1999年3月28日
- 投票日：1999年4月11日
- 立候補者：3名

| 候補者名 | 年齢 | 党派   | 新旧 | 推薦・支持政党                         | 備考                                                   |
| -------- | ---- | ------ | ---- | -------------------------------------- | ------------------------------------------------------ |
| 中尾則幸 | 52   | 無所属 | 新人 |                                        | - 札幌テレビ放送記者、ディレクター - 参議院議員（1期） |
| 高橋重人 | 64   | 無所属 | 新人 | 共産党                                 | - 札幌市元職員 - 札幌市議会議員（6期）                 |
| 桂信雄   | 68   | 無所属 | 現職 | 自民党・民主党・公明党・社民党・自由党 | - 札幌市職員 - 北区長 - 札幌市助役 - 札幌市長（2期）   |
出典：「札幌市長選立候補届け出」北海道新聞1999年3月29日付1面（縮刷版3月号1337頁）

## 選挙結果
現職の桂信雄が中尾と高橋の二人に大差をつけて三選を果たした。当選した桂の得票は1991年以来8年ぶりの三つ巴の選挙戦になったことや相乗り批判も影響して前回選挙の64万票余を大きく下回る結果となった。中尾は無党派層や民主党支持層から桂市政批判票を集めたものの、出馬表明が2月中旬と出遅れたことで桂にリードを許す結果となった。高橋は共産党支持層以外に支持を広げられず、前回選挙で共産党推薦候補が得た15万票余から減らした。投票率は前回選挙を下回る結果となった。
※当日有権者数：1,406,865人 最終投票率：59.58%（前回比：-1.42pts）
| 候補者名 | 年齢 | 所属党派 | 新旧別 | 得票数    | 得票率 | 推薦・支持                             |
| -------- | ---- | -------- | ------ | --------- | ------ | -------------------------------------- |
| 桂信雄   | 68   | 無所属   | 現職   | 452,009票 | %      | 自民党・民主党・公明党・社民党・自由党 |
| 中尾則幸 | 52   | 無所属   | 新人   | 247,922票 | %      |                                        |
| 高橋重人 | 64   | 無所属   | 新人   | 118,297票 | %      | 共産党                                 |

出典：“市町村における長の選挙結果について”.   北海道選挙管理委員会. 2015年2月19日閲覧。